# Il critico - Crimini tra le righe
Il critico - Crimini tra le righe (The Critic) è un film del 2023 diretto da Anand Tucker. 
La pellicola è l'adattamento cinematografico del romanzo Curtain Call di Anthony Quinn.

## Produzione
Nel novembre 2020 è stato annunciato che Colin Firth, Gemma Arterton, Simon Russell Beale e Paapa Essiedu avrebbe recitato un adattamento del romanzo di Quinn diretto da Anand Tucker e sceneggiato da Patrick Marber. Nel giugno 2022 il film è stato ribattezzato The Critic e, dopo che Firth, Beale ed Essiedu avevano abbandonato il progetto, è stato confermato che Ian McKellen, Mark Strong, Lesley Manville, Romola Garai, Ben Barnes ed Alfred Enoch avrebbero preso parte alla pellicola.

## Promozione
Il primo trailer ufficiale è stato diffuso il 1º luglio 2024.

## Distribuzione
Il film è stato presentato in anteprima mondiale il 7 settembre 2023 al Toronto International Film Festival, ed è stato distribuito nelle sale nordamericane l'anno successivo, il 13 settembre 2024, mentre in quelle italiane il 3 aprile 2025.

## Accoglienza

### Incassi
Il film ha incassato poco più di 3,3 milioni di dollari.

### Critica
Il film è stato accolto tiepidamente dalla critica: su Rotten Tomatoes 93 critici esprimono un gradimento del 52%, con un voto medio di 5.9/10; su Metacritic il voto medio di 24 critici è 54/100.